# 石巻萩平町
石巻萩平町（いしまきはぎひらちょう）は愛知県豊橋市の町名。

## 地理
豊橋市の北東部に位置し新城市と静岡県浜松市浜名区との市境を持つ。
丁目は持たないが小字が振られている。

### 山岳
- 吉祥山

### 河川
- 吉祥川
- 安川

### 小字
| - 字赤土（あかど） - 字愛宕沢（あたござわ） - 字大向（おおむかい） - 字釜石（かまいし） - 字上中原（かみなかはら） - 字川向（かわむかい） - 字吉祥山（きちじょうざん） - 字黒岩（くろいわ） - 字幸神（こうじん） | - 字桜入（さくらいり） - 字下吉祥（しもきちじょう） - 字下中原（しもなかはら） - 字城下（しろした） - 字城山（しろやま） - 字城脇（しろわき） - 字大門（だいもん） - 字鷹打（たかうち） - 字中吉祥（なかきちじょう） | - 字長土呂（ながとろ） - 字中原（なかはら） - 字七曲（ななまがり） - 字猫薮（ねこやぶ） - 字東山（ひがしやま） - 字松葉坂（まつばざか） - 字宮後（みやうしろ） - 字向山（むかいやま） |

## 歴史
愛知県八名郡西川村を全身とする。
1889年10月1日に馬越村、西川村、萩平村、中山村、平野村、小野田村が合併し、西郷村となり、萩平村は消滅。大字萩平となる。
1906年7月1日に多米村、三輪村、玉川村、嵩山村、西郷村が合併し、石巻村となる。大字は継承される。
1955年、豊橋市へ編入される。大字萩平は石巻萩平町に継承された。

## 世帯数と人口
2019年（平成31年）4月1日現在の世帯数と人口は以下の通りである。
| 町丁       | 世帯数  | 人口  |
| ---------- | ------- | ----- |
| 石巻萩平町 | 196世帯 | 564人 |

### 人口の変遷
国勢調査による人口の推移
| 1995年（平成7年）  | 605人 | [ 5 ] |  |
| 2000年（平成12年） | 646人 | [ 6 ] |  |
| 2005年（平成17年） | 617人 | [ 7 ] |  |
| 2010年（平成22年） | 578人 | [ 8 ] |  |
| 2015年（平成27年） | 534人 | [ 9 ] |  |

## 学区
市立小・中学校に通う場合、学区は以下の通りとなる。また、公立高等学校に通う場合の学区は以下の通りとなる。
| 番・番地等 | 小学校             | 中学校             | 高等学校 |
| ---------- | ------------------ | ------------------ | -------- |
| 全域       | 豊橋市立西郷小学校 | 豊橋市立石巻中学校 | 三河学区 |

## 交通
道路
- 東名高速道路
  - 通過するのみである。
- 愛知県道81号豊橋下吉田線（柿の木街道）
- 愛知県道381号豊津石巻萩平線
- 愛知県道499号石巻萩平豊川線

バス路線
- 東名ハイウェイバス
  - 豊橋北バスストップ
    - 町北部を通る東名高速道路の新城市との市境にある。現在は名古屋ー静岡間の急行便が1日1往復運行されている。後述の豊鉄バス豊橋和田辻線の四ツ谷バス停が近くにある。但し隣接はしていない。
- 豊鉄バス豊橋和田辻線
  - 四ツ谷停留所
    - 豊橋和田辻線の最北端に位置する。同線内の74及び75番系統の始発・終点である。但し、バスが旋回するのに必要なスペースが無いため、当バス停に到着したバスは基本的に新城営業所へ回送される。当停留所を始発にするバスも同様に新城営業所から回送される。上り側の車線にのみ案内表示が設置されている近くに東名ハイウェイバスの東名豊橋北バスストップがある。

  - 萩平停留所
    - 町南部に位置する。上り(豊橋駅方面)の車線にバス1台分の退避スペースと案内表示がある。以前は停留所の前にコンビニエンスストアに近い商店があったが付近に大手のコンビニエンスストアが進出してきたため閉店し、現在は郵便ポストがあるだけである。このバス停から上り方面に500m程住宅街になるため郊外であるが道路の幅がかなり狭くなる為、大型車同士の対向が難しくなる。

  - 西郷小学校前停留所
    - 町の最南端、隣の町との境に位置する。下り側の車線にのみ案内表示がある。停留所の前にファミリーマート豊橋石巻平野町店があるがバスの回数券等は取り扱っていない。すぐそばに豊橋市立西郷小学校があるが、児童は全員が徒歩での通学のため当停留所は基本的に使用しない。

## 施設
- 萩平公民館
- 萩平町集会所
- 萩平町北組集会所
- 萩平町西組集会所
- 萩平町東組集会所
- 豊橋市立西郷小学校
- 日吉神社
- 龍泉寺

## その他

### 日本郵便
- 郵便番号 : 441-1103[3]（集配局：石巻郵便局[12]）。

## 参考資料
- 「角川日本地名大辞典」編纂委員会 編『角川日本地名大辞典 23 愛知県』角川書店、1989年3月8日。ISBN 4-04-001230-5。
- 有限会社平凡社地方資料センター 編『日本歴史地名体系第23巻 愛知県の地名』平凡社、1981年。ISBN 4-582-49023-9。